# Tim Roughgarden
Tim Avelin Roughgarden est un chercheur en informatique de l'université Stanford. Il est connu pour ses travaux en théorie des jeux pour lesquels il a notamment reçu le prix Gödel en 2012.

## Biographie
Il a reçu son PhD de l'université Cornell en 2002, avec Éva Tardos pour directrice de thèse.

## Travaux
Roughgarden est surtout connu pour son travail en théorie algorithmique des jeux, entre théorie des jeux et algorithmique. Ce domaine est très lié à l'économie et à la gestion des réseaux. Il est notamment l'auteur de calcul de certains prix de l'anarchie.

## Distinctions
- Prix Kalai en 2016 pour son article Intrinsic Robustness of the Price of Anarchy[3].
- Prix Gödel en 2012[4] avec Elias Koutsoupias, Christos Papadimitriou, Noam Nisan, Amir Ronen et Éva Tardos, pour avoir posé les bases de la théorie algorithmique des jeux dans les articles (Koutsoupias et Papadimitriou 2009), (Roughgarden et Tardos 2002) et (Nisan et Ronen 2001).
- Prix Grace Murray Hopper en 2009[5].
- Prix Frederick W. Lanchester en 2019